# Cordyceps
Cordyceps és un gènere pertanyent als fongs ascomicets que compta amb unes 400 espècies descrites. Pertanyen al grup dels capçats de terra. Totes les espècies de Cordyceps són paràsites, principalment d'insectes i altres artròpodes (per això es diu que són fongs entomopatògens). Uns pocs són paràsits d'altres fongs. L'espècie més coneguda del gènere és Cordyceps sinensis que és la matèria primera de la "eruga vegetal", un ingredient preciós en la medicina xinesa tradicional. Si un fong del gènere Cordyceps ataca a un hoste, el miceli envaeix i eventualment reemplaça els teixits de l'hoste, mentre que el cos fructífer ellongat (estroma) podria ser cilíndric, ramificat o de formes complexes. L'estroma té molts peritecis petits i en forma d'ampolla que contenen ascs. Aquestes, al seu torn contenen ascòspores filiformes que habitualment s'obren en fragments que presumiblement són ineficaços.
Algunes espècies del gènere Cordyceps són capaços d'afectar la conducta del seu insecte hoste. Cordyceps unilateralis, per exemple fa que les formigues pugin a una planta i l'ataquin abans de morir, assegurant una distribució màxima de les espores procedents del cos fructífer que brolla del cadàver de l'insecte.
El gènere té molts anamorfs (formes asexuals) dels quals els més coneguts són Beauveria (possiblement també Beauveria bassiana), Metarhizium, i Isaria) a l'haver estat utilitzats en el control biològic de plagues d'insectes.
Algunes espècies de Cordyceps són fonts de substàncies bioquímiques amb interessants propietats biològiques i farmacològiques com la cordicepina. L'anàmorf de Cordyceps subsessilis (Tolypocladium inflatum) és la font de la ciclosporina — un medicament que s'usa en el trasplantament d'òrgans humans com inmunosupresor.